# Burchardia monantha
Burchardia monantha là một loài thực vật có hoa trong họ Colchicaceae. Loài này được Domin miêu tả khoa học đầu tiên năm 1912.